# Президентский центр Уоррена Гардинга
Президе́нтский центр Уо́ррена Га́рдинга (англ. Warren G. Harding Presidential Center) — президентская библиотека-музей 29-го Президента США Уоррена Хардинга. Его открытие было запланировано на 4 сентября 2020 года, однако официальная церемония освящения состоялась несколько позднее — 18 сентября, а официальное открытие было отложено из-за пандемии COVID-19. Центр был официально открыт для публики 12 мая 2021 года.

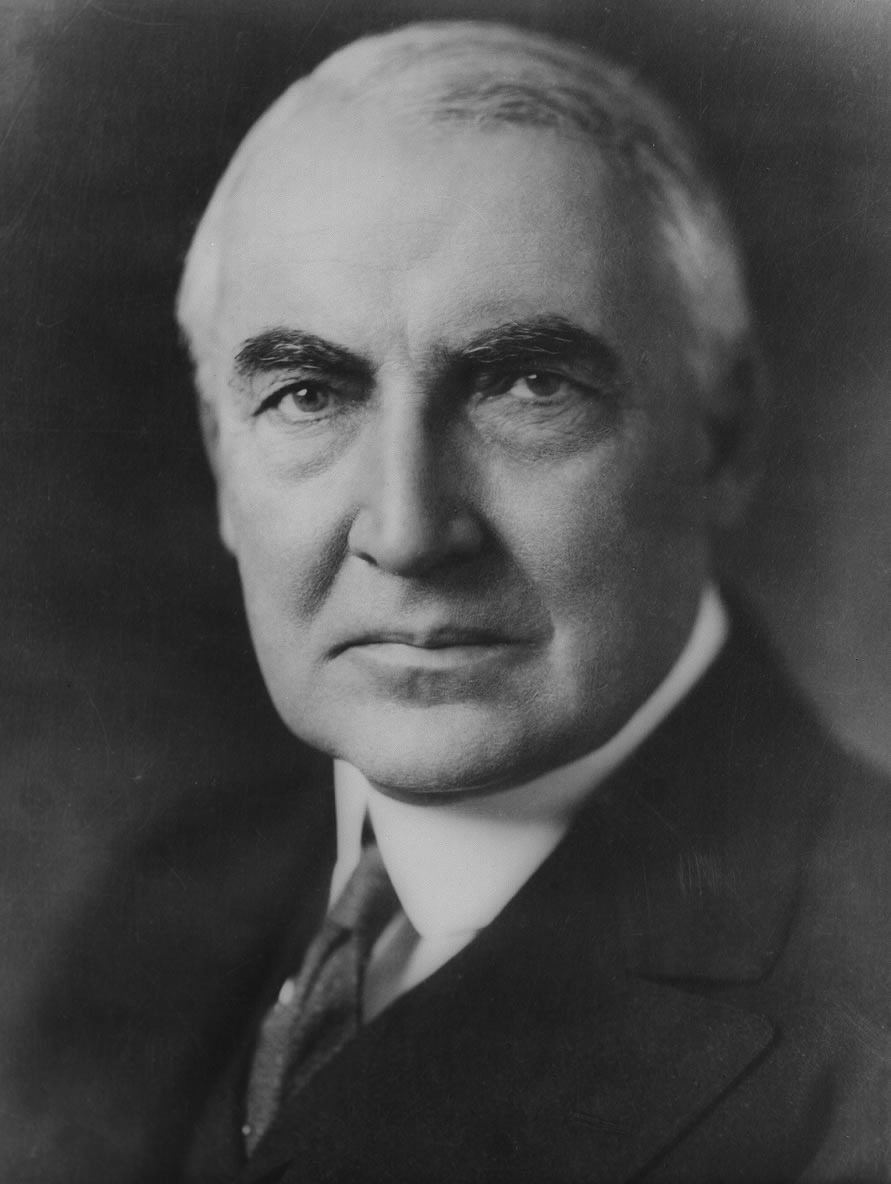
Уоррен Гардинг.

Объект расположен в Марионе рядом с Домом Хардинга, историческим домом-музеем бывшего президента по адресу: Маунт-Вернон авеню, 380. Запланированная дата завершения строительства в 2020 году была приурочена к 100-летию победы Уоррена Хардинга на президентских выборах 1920 года.
Проект стоимостью 7,5 миллионов долларов был анонсирован 12 апреля 2016 года компанией Harding 2020 в сотрудничестве с Harding Home, Техническим колледжем Мариона и организацией Ohio History Connection. Оба сенатора США от штата Огайо, Шеррод Браун и Роб Портман, являются почётными сопредседателями проекта.
Согласно строительным планам, в территорию центра входят библиотека площадью 15 000 кв. футов и музей. В центре представлены интерактивные экспонаты, посвящённые бывшему президенту, а также место для встреч. В центре хранятся артефакты и памятные вещи, которые когда-то принадлежали бывшему президенту и его жене Флоренс Гардинг. Кроме того, в центре хранятся президентские документы, которые с 1963 года хранились в штаб-квартире Ohio History Connection в Колумбусе.
Около 1,3 миллиона долларов также было потрачено на восстановление Дома Хардинга и его территории в том виде, в каком они выглядели в 1920 году.
Шерри Холл, менеджер Дома Хардинга, рассказала The Plain Dealer, что центр поможет посетителям узнать о президентстве Гардинга больше, чем об одном параграфе, который можно найти в большинстве учебников. «Откровенно говоря, этот президент заслуживает того, чтобы о нем рассказали», — заявила Холл.